# Laterale Mittelgesichtsfraktur
Eine laterale Mittelgesichtsfraktur oder Jochbeinfraktur ist ein Knochenbruch (Fraktur) der hauptsächlich das Jochbein (lateinisch Os zygomaticum) betrifft. An den lateralen Mittelgesichtsfrakturen können auch an das Jochbein angrenzende Knochenanteile beteiligt sein. Hierzu zählen der Processus zygomaticus des Schläfenbeins, der Processus frontalis des Stirnbeins, die gesamte laterale Wand der Augenhöhle (u. a. durch das Keilbein gebildet) sowie der kraniale Anteil des Oberkiefers. In der medizinischen Fachsprache wird eine laterale Mittelgesichtsfraktur auch als Fraktur des zygomatiko-orbitalen Komplexes bezeichnet.
Laterale Mittelgesichtsfrakturen entstehen typischerweise nach starker Gewalteinwirkung auf das Mittelgesicht, wie sie bei Unfällen und Schlägereien vorkommen kann. Sie sind mit nahezu 50 Prozent der häufigste Typ der Mittelgesichtsfrakturen.

## Klassifikation
Bei lateralen Mittelgesichtsfrakturen werden sechs Typen unterschieden:
| Typ I   | Isolierte Jochbogenfraktur |
| Typ II  | Nichtdislozierte Jochbeinfraktur |
| Typ III | Dislozierte Jochbeinfraktur ohne Diastase am lateralen Orbitarand - mit Medialrotation - mit Lateralrotation                               |
| Typ IV  | Dislozierte Jochbeinfraktur mit Diastase am lateralen Orbitarand - mit Medialrotation - mit Lateralrotation - mit dorsokaudaler Abscherung |
| Typ V   | Jochbeintrümmerfraktur |
| Typ VI  | Frakturen des Typs II bis V mit Einbruch des Orbitabodens                                                                                  |

Bei isolierten Jochbogenfrakturen ist ausschließlich der Jochbogen betroffen. Bei nichtdislozierten Jochbeinfrakturen sind die Bruchstücke (Fragmente) im Gegensatz zu dislozierten Frakturen nicht verschoben. Bei dislozierten Jochbeinfrakturen wird unterschieden, ob am lateralen Rand der Augenhöhle eine Stufe (Diastase) vorliegt, und außerdem, ob eine Medial- oder Lateralrotation des Jochbeinkörpers stattgefunden hat. Bei einer Lateralrotation kommt es zu einer Einstauchung des Jochbeinkörpers in die Kieferhöhle und die Augenhöhle. Bei einer Medialrotation kommt es ebenfalls zu einer Stufenbildung in der Augenhöhle und zusätzlich befindet sich eine Stufe in der Crista zygomaticoalveolaris.

## Verletzungsmuster
Die Frakturlinie verläuft meist entlang der Knochennaht (Sutur) zwischen Jochbein und Stirnbein (Sutura zygomatico-frontalis), der seitlichen Wand der knöchernen Augenhöhle (Orbita), entlang einer Knochenspalte im Boden der Orbita (Fissura orbitalis inferior), dem Foramen infraorbitale (Austrittspunkt des Nervus infraorbitalis aus dem Oberkiefer (Maxilla)), der oberen seitlichen und hinteren Wand der Kieferhöhle (Sinus maxillaris).
Die Verlagerung (Dislokation) von Bruchstücken des Jochbeins kann zur Mitte hin (nach medial) in die Kieferhöhle und Orbita hinein sowie nach unten (kaudal) und hinten (dorsal) erfolgen. Sehr oft liegt bei der operativen Freilegung der Frakturlinien eine zertrümmerte seitliche (laterale) Wand der Kieferhöhle vor.
Wie alle Mittelgesichtsfrakturen kann auch die Jochbeinfraktur mit Frakturen des Unterkiefers (Mandibulafraktur) im Bereich des Unterkiefer-Körpers oder -Gelenkfortsatzes, sowie weiteren Frakturen des Schädels kombiniert sein. Diese Verletzungen sollten vor einer Behandlung abgeklärt werden.

## Behandlung
Die Therapie erfolgt meist über eine operative Wiederherstellung mittels Miniplattenosteosynthese. Hierbei werden drei operative Zugänge benötigt:
- Schnitt im Vorhof (Vestibulum) der Mundhöhle (vom Lippenbändchen bis zur Region des Tuber maxillae am seitlich-hinteren Rand des Oberkieferknochens) der gebrochenen Seite und großräumige Darstellung aller Bruchlinien
- Schnitt in einer Hautfalte des Unterlides
- Schnitt in der seitlichen Augenbraue

Im zweiten Schritt erfolgt die Reponierung des Jochbeins unter Verwendung chirurgischer Instrumente wie eines Elevatoriums und eines Einzinkers. Dies muss mit dosierter Kraft erfolgen, um ein völliges Losreißen des Jochbeins zu verhindern. Dann werden die Osteosyntheseplatten über die Frakturlinien verschraubt. Es folgt die Naht und Anlage eines Druckverbandes.